# Eva Waldemarsson
Eva Sylvia Waldemarsson, född 16 november 1903 i Rinkaby församling, Kristianstads län, död 24 maj 1986 i Kristianstads Heliga Trefaldighets församling, Kristianstad, var en svensk författare.
Waldemarsson debuterade som lyriker 1946 med diktsamlingen Aldrig dör ljuset, men huvuddelen av hennes författarskap utgjordes av historiska romaner. Debutromanen Himlavargen (1959), en dialektpräglad berättelse om storbondedottern Eljena i 1800-talets Skåne, vann en tävling om bästa Skåneroman. 

### Romaner
- 1959 – Himlavargen
- 1961 – Himlaland
- 1963 – Som rosen mitt hjärta
- 1965 – Inom natt och år
- 1967 – Madonneleken
- 1969 – Kungens stad
- 1971 – Pärlhönan
- 1973 – Emelie: Carl XV:s frilla
- 1975 – Ormstenen
- 1977 – Kungaarvet
- 1979 – Ett hus åt Ira
- 1981 – Statsrådinnan
- 1984 – Min far sköt en stork

### Diktsamlingar
- 1946 – Aldrig dör ljuset
- 1978 – Himlen kan jag undvara